# Yasuomi Kugisaki
Yasuomi Kugisaki (japanisch 釘﨑 康臣 Kugisaki Yasuomi; * 3. Mai 1982 in der Präfektur Miyazaki) ist ein ehemaliger japanischer Fußballspieler.

## Karriere
Kugisaki erlernte das Fußballspielen in der Universitätsmannschaft der Tokai-Universität. Seinen ersten Vertrag unterschrieb er 2004 bei Tokai FC Wings. 2005 wechselte er zum Zweitligisten Avispa Fukuoka. 2005 wurde er mit dem Verein Vizemeister der J2 League und stieg in die J1 League auf. Am Ende der Saison 2006 stieg der Verein wieder in die J2 League ab. Für den Verein absolvierte er 27 Ligaspiele. Danach spielte er bei Honda Lock SC.